# قلعه بان قلوز
قلعه بان قلوز در شهرستان قروه، بخش چهار دولی، روستای میهم بالا واقع شده و این اثر در تاریخ ۲۵ اسفند ۱۳۷۹ با شمارهٔ ثبت ۳۵۹۶ به‌عنوان یکی از آثار ملی ایران به ثبت رسیده است.